# Disastro di Seveso
Disastro di Seveso è il nome con cui si ricorda un grave incidente industriale avvenuto il 10 luglio 1976 nell'azienda svizzera ICMESA, di proprietà prima della Givaudan e dal 1963 della Hoffmann-La Roche, che causò la fuoriuscita e la dispersione nell'atmosfera di una nube di diossina TCDD, una sostanza artificiale estremamente tossica. Il veleno investì una vasta area di terreni dei comuni limitrofi della bassa Brianza, particolarmente quello di Seveso.
Il disastro, che ebbe notevole risonanza pubblica e a livello europeo, portò alla creazione della direttiva 82/501/CEE, nota anche come direttiva Seveso.
Si trattò del primo evento nel quale la diossina si era diffusa nell'atmosfera e aveva colpito la popolazione e l'ambiente circostante. Secondo una classifica del 2010 del periodico Time, l'incidente è all'ottavo posto tra i peggiori disastri ambientali della storia. Il sito americano CBS ha inserito il disastro tra le 12 peggiori catastrofi umane ambientali di sempre.

## Contesto
Nel 1976, presso l'ICMESA di Meda, industria chimica di proprietà della Givaudan, a sua volta controllata da La Roche, era attiva una linea di produzione di 2,4,5-triclorofenolo, una sostanza impiegata nella produzione di diserbanti, fungicidi e battericidi. Per soddisfare l'elevata domanda si decise di aumentare la produzione, aggiungendo ai 4 cicli produttivi originariamente effettuati durante la settimana lavorativa, dal lunedì al venerdì, un quinto ciclo che veniva avviato nelle giornate di venerdì, lasciato in sospeso nel fine settimana e ripreso il lunedì seguente.

## Eventi
Verso le 12:28 di sabato 10 luglio 1976, nello stabilimento della società ICMESA, sito nel territorio del comune di Meda, al confine con quello di Seveso (all'epoca in provincia di Milano, oggi nella provincia di Monza e della Brianza, in Lombardia), il sistema di controllo del reattore chimico A101 destinato alla produzione di triclorofenolo andò in avaria, consentendo alla temperatura e alla pressione di salire oltre i limiti previsti. La prima causa fu probabilmente l'arresto volontario della lavorazione (che, come già detto, veniva interrotta il venerdì pomeriggio per poi essere riavviata il lunedì mattina) senza che fosse stato azionato il sistema per il raffreddamento della massa, quindi l'esotermicità della reazione non fu contrastata; ciò fu aggravato dal fatto che nel processo di produzione l'acidificazione del prodotto veniva fatta dopo la distillazione, e non prima.
L'alta temperatura raggiunta, pari a 250 gradi, ben oltre i 170 gradi necessari per quella produzione, causò una modifica della reazione, che comportò una massiccia formazione di 2,3,7,8-tetraclorodibenzo-p-diossina (TCDD), comunemente nota come diossina, una delle sostanze chimiche più tossiche conosciute. L'elevata pressione raggiunta nel reattore causò lo scarico del contenuto verso un sistema di sfogo, dove il disco di rottura non resse alla pressione ed esplose, causando la dispersione in atmosfera del contenuto del reattore. Un operaio di un reparto vicino in servizio, udendo un sibilo proveniente dal reparto B, dopo avere avvisato il capo della produzione, entrò nel reparto per avviare manualmente il sistema di raffreddamento del reattore, prevenendone l'esplosione.
La TCDD fuoriuscì nell'aria in quantità non precisamente definita ma stimata essere tra i 13-18 kg e venne trasportata dal vento verso sud-est. Si formò quindi una nube tossica, visibile a occhio nudo, che colpì i comuni di Meda, Seveso, Cesano Maderno, Limbiate e Desio. Il comune maggiormente colpito fu Seveso, in quanto situato immediatamente a sud della fabbrica.
Le prime avvisaglie furono un odore acre e infiammazioni agli occhi. Nei giorni immediatamente successivi all'evento si iniziarono a osservare gli effetti su flora e fauna: danni chimici sulle colture, morte improvvisa di piccoli animali domestici e uccelli, ustioni cutanee.
La certezza della dispersione di TCDD venne confermata il 14 luglio da analisi effettuate da Givaudan presso i suoi laboratori a Dübendorf, ma le autorità italiane non vennero informate. Il 15 luglio i sindaci di Seveso e Meda, dietro consiglio di un ufficiale sanitario locale, emisero ordinanze con cui proibivano di toccare ortaggi, vegetazione, terreno e animali domestici e richiedevano di adottare una scrupolosa igiene delle mani e dei vestiti; successivamente venne ordinato di non ingerire prodotti di origine animale provenienti dalla zona inquinata. La notizia apparve sui giornali soltanto dopo sette giorni.

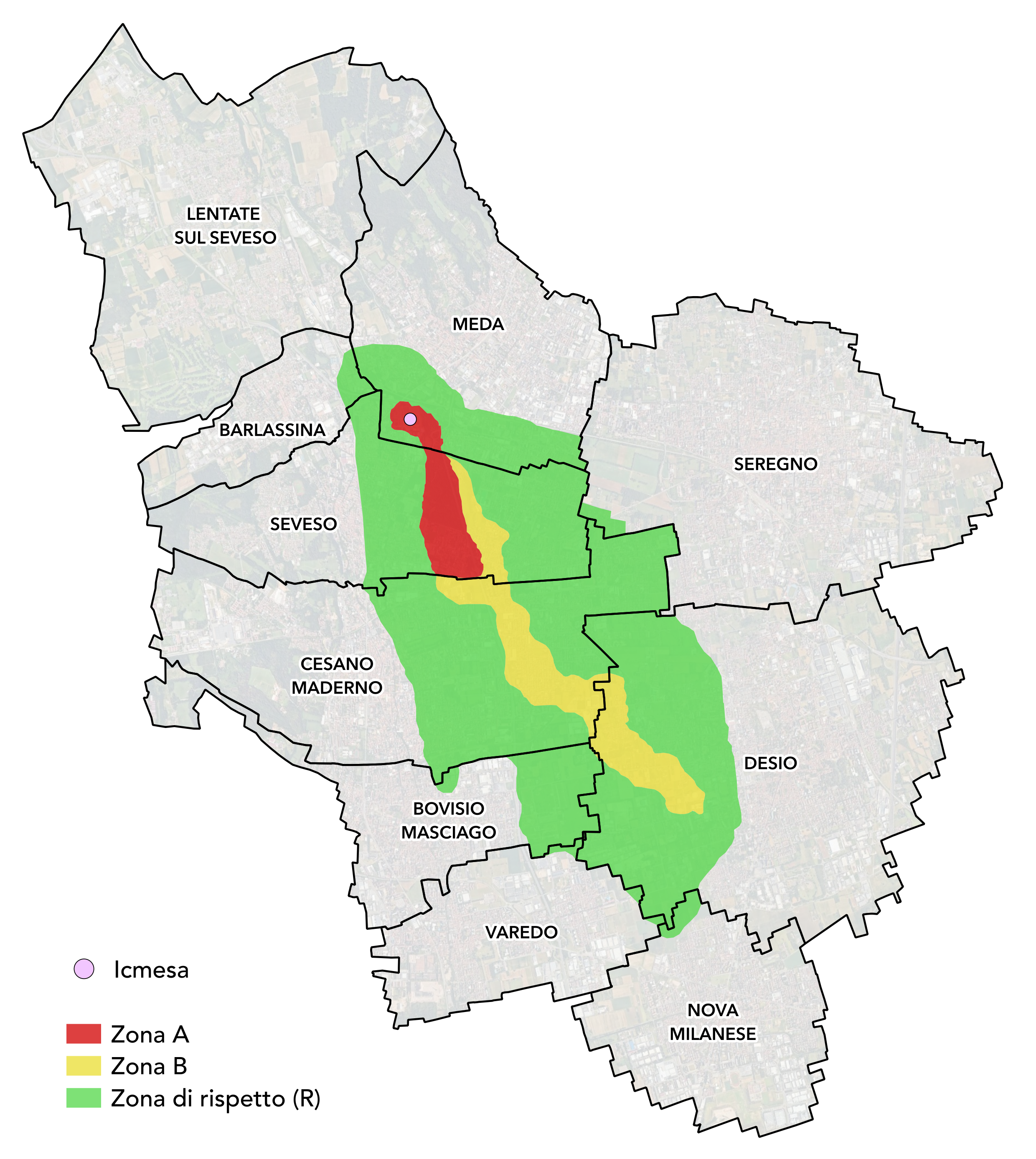
Estensione delle zone A, B e R e posizione dell'ICMESA

Il 19 luglio Givaudan ammise la presenza di diossina nella nube tossica e il 21 luglio il fatto venne confermato dal Laboratorio provinciale di igiene e profilassi. Il territorio di Seveso a ridosso dell'ICMESA fu suddiviso in tre zone a decrescente livello di contaminazione sulla base delle concentrazioni di TCDD nel suolo: zona A (suddivisa in 7 sotto-zone), B, e R. Le abitazioni comprese nella zona A, la più colpita, furono divise nelle sotto-zone A1-A5. Il 24 luglio, con due rispettive ordinanze, i comuni di Seveso e Meda ordinarono l'evacuazione entro il 26 luglio della zona A, inizialmente estesa per circa 15 ettari ma successivamente espansa a più riprese.
Complessivamente tra il 26 luglio e il 2 agosto vennero evacuati 676 cittadini di Seveso e 60 di Meda, che vennero provvisoriamente collocati in due hotel nel milanese, uno a Bruzzano e uno ad Assago. La maggior parte di loro sarebbe rientrata nelle loro case bonificate tra ottobre e dicembre 1977, mentre 41 famiglie non poterono tornare perché le loro case vennero distrutte per poi essere ricostruite negli anni seguenti. Circa 240 persone, per la maggior parte bambini, vennero colpite da cloracne, una dermatosi provocata dall'esposizione al cloro e ai suoi derivati, che crea lesioni e cisti sebacee.
Quanto agli effetti sulla salute generale, essi sono ancora oggi oggetto di studi. I vegetali investiti dalla nube si disseccarono e morirono a causa dell'alto potere diserbante della diossina, mentre migliaia di animali contaminati dovettero essere abbattuti. La popolazione dei comuni colpiti e l'Italia intera vennero però informati della gravità dell'evento solamente otto giorni dopo la fuoriuscita della nube, con un'ordinanza del sindaco che vietava di ingerire e toccare i prodotti ortofrutticoli della zona. Nell'area più inquinata (Zona A), il terreno fu asportato (fino a una profondità di 80 cm) e depositato in vasche. Fu poi collocato del nuovo terreno proveniente da zone non inquinate ed effettuato un rimboschimento, che ha dato origine al Parco naturale Bosco delle Querce.

## Responsabilità civile e penale
All'indomani del disastro fu aperto un processo giudiziario avviato dalla Procura della Repubblica di Monza e venne intentata una causa civile dalla Regione Lombardia contro l'ICMESA. Il 25 marzo 1980, dopo una trattativa cominciata da oltre un anno, il presidente della Regione Lombardia Cesare Golfari, il sottosegretario all'Interno Bruno Kessler e il nuovo presidente della Giunta Regionale Giuseppe Guzzetti raggiunsero un accordo con il presidente del Consiglio d'amministrazione della Givaudan Jean Jacques de Puryi, per far sì che la società pagasse la somma di lire 103 miliardi e 634 milioni (circa 320 milioni di euro nel 2023) per il disastro di Seveso.
La transazione trattava un rimborso di 7 miliardi e mezzo allo Stato Italiano e 40 miliardi e mezzo alla Regione Lombardia per le spese di bonifica, mentre 47 miliardi furono destinati ai programmi di bonifica e 23 miliardi destinati alla sperimentazione. Fu deciso di costituire una Fondazione per ricerche ecologiche, oggi Fondazione Lombardia per l'Ambiente, a cui la Givaudan partecipò con mezzo miliardo. La transazione escludeva i danni imprevedibili successivi. L'accordo di risolvere i processi per via bonaria, favorì la Givaudan, escludendo dai procedimenti giudiziari il proprio dirigente. La stessa cosa avvenne per la ditta svizzera proprietaria della Givaudan, la La Roche, tuttavia gli altri dipendenti collegati al disastro furono tutti processati e in gran parte condannati a 5 anni di reclusione.
I danni riscontrati dai privati furono risarciti dalla multinazionale tramite il proprio ufficio di Milano. Nel giro di tre anni de Puryi liquidò oltre 7 000 pratiche con pagamenti effettuati direttamente ai privati, per una spesa complessiva di circa 200 miliardi di lire.

## La decontaminazione
Nella zona A il primo strato di terreno venne rimosso fino a 80 cm di profondità e gli edifici al suo interno vennero demoliti. La zona A venne presidiata dalle forze dell'ordine per impedire a chiunque di entrarvi. La zona B, contaminata in minor misura, e la zona R, ovvero zona di rispetto, vennero tenute sotto controllo e vi fu imposto il divieto di coltivazione e di allevamento.

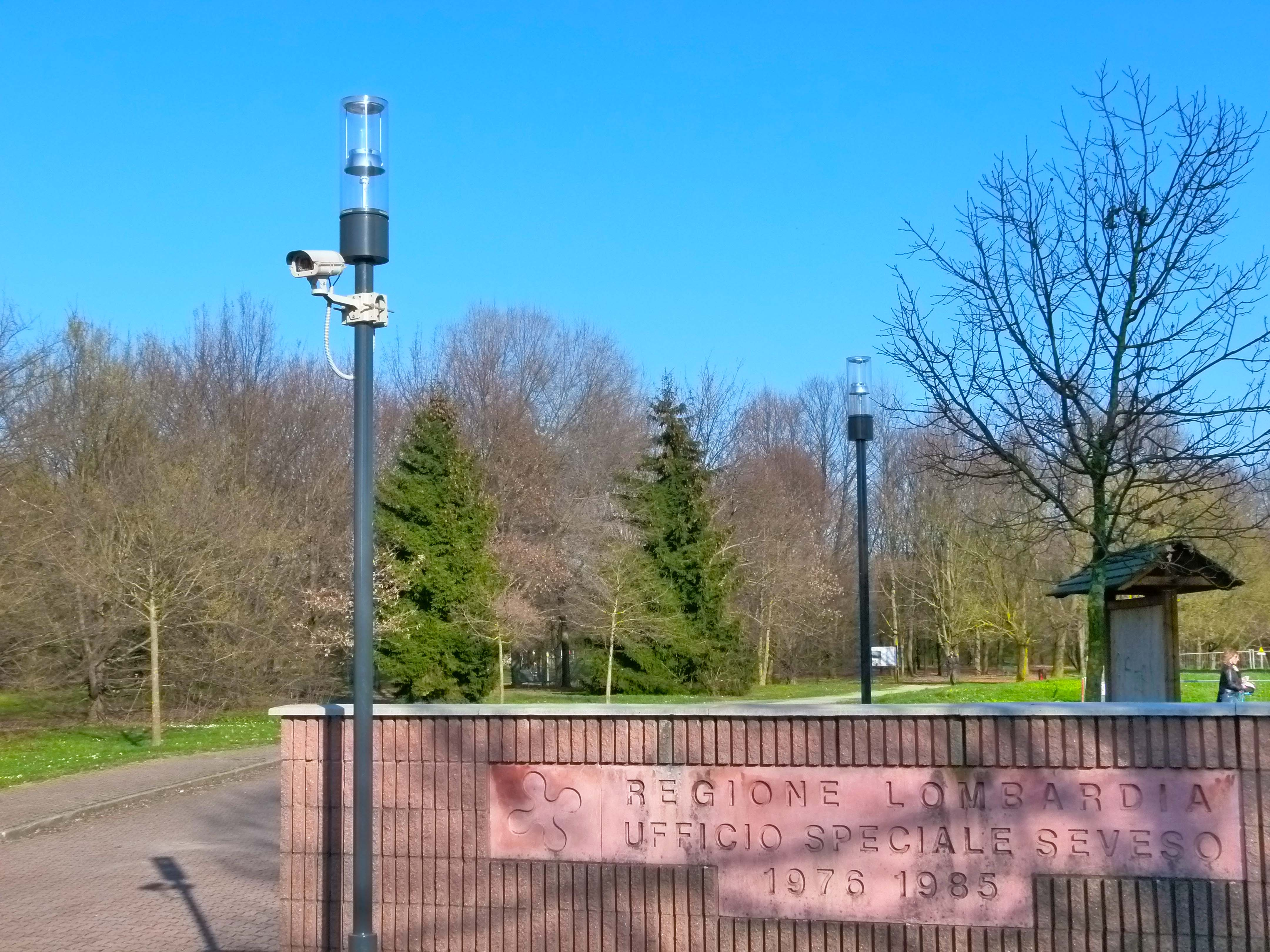
Ingresso del Bosco delle Querce

Dal momento che la zona A era stata completamente sgomberata da abitazioni e vegetazione, per smaltire le scorie contaminate si pianificò la costruzione di un inceneritore. Alcuni comitati locali si opposero alla scelta sostenendo che, anche a causa delle scarse conoscenze sulla TCDD dell'epoca, la costruzione avrebbe interessato terreno contaminato (la profondità fino alla quale la diossina poteva essere penetrata non era nota e non poteva essere in alcun modo determinata) e che le temperature di lavoro dell'inceneritore non avrebbero eliminato la diossina. Si decise quindi di rinunciare all'inceneritore e di realizzare invece delle discariche.
All'inizio degli anni 1980 vennero create due enormi vasche di contenimento, nelle quali venne riposto tutto ciò che era presente nella zona A: il terreno rimosso (e sostituito con materiale proveniente da aree sane), le macerie dell'ICMESA (che venne demolita, essendo altamente contaminata), il reattore da cui si originò l'incidente (sigillato in un sarcofago di cemento) e anche i macchinari utilizzati per la demolizione e gli scavi. Al di sopra di queste due vasche poi sorse il Parco naturale Bosco delle Querce, tuttora aperto alla popolazione. Le due vasche (quella medese da 80 000 metri cubi e quella sevesina da 200 000 metri cubi) sono sempre state e sono tuttora costantemente monitorate, per evitare il rischio di una nuova contaminazione. Due ulteriori discariche di dimensioni minori sono collocate a Cesano Maderno e Bovisio Masciago.

## Le conseguenze

### Impatti sulla salute
Tra i primi effetti sull'organismo risultanti dall'esposizione a TCDD vi fu la cloracne, che coinvolse in particolare i bambini: su 214 bambini di età 3-14 anni residenti nella zona A, 42 manifestarono cloracne e tra i 54 residenti nelle sottozone più contaminate i casi furono 26.
Ricerche effettuate verso la fine degli anni novanta sulla popolazione femminile hanno mostrato, a venti anni di distanza, una relazione tra esposizione alla TCDD in periodo prepuberale e alcuni disturbi. Uno studio pubblicato nel 2008 ha evidenziato come ancora a 32 anni di distanza dal disastro gli effetti, misurati su un campione statisticamente ampio di popolazione siano elevati. Nello studio, in sintesi, la probabilità di avere alterazioni neonatali ormonali conseguenti alla residenza in zona A delle madri è 6,6 volte maggiore che nel gruppo di controllo. Le alterazioni ormonali vertono sul TSH, la cui alterazione, largamente studiata in epidemiologia ambientale, è causa di difetti fisici e intellettuali durante lo sviluppo.
Secondo studi pubblicati nel 1996 e nel 2000 sulla rivista The Lancet è stato rilevato un aumento delle nascite di femmine rispetto ai maschi, ma riconducibile a famiglie in cui il padre era stato esposto a diossina e la madre non esposta. Nei casi in cui invece fu la donna a essere esposta e l'uomo no, il rapporto maschi-femmine nella prole rimase normale.
Nel 2011 è stato pubblicato uno studio volto a verificare un'eventuale relazione tra esposizione a TCDD e produzione di sperma coinvolgendo 97 uomini nati tra il 1977 e il 1984, di cui 39 nati da madri che vivevano in aree contaminate e 58 in aree confinanti non coinvolte; tra i primi 39, 21 sono stati allattati al seno. Le madri esposte avevano una concentrazione media di diossina nel siero di 26 parti per trilione, mentre la media per il gruppo di confronto era di 10 ppt. Dallo studio è emerso che nei 21 allattati al seno la quantità, la concentrazione e la motilità dello sperma prodotto erano notevolmente ridotte rispetto a quelle dei 58 campioni di confronto.
Negli anni immediatamente successivi all'incidente si è osservato, esclusivamente nella zona A, un incremento di insorgenza e mortalità per patologie cardiocircolatorie e broncopolmonari negli uomini e ipertensive nelle donne, probabilmente dovuto principalmente dallo stato psicologico conseguente all'evacuazione e alla bonifica.
A oggi la TCDD è classificata nel Gruppo 1 - Certamente cancerogeni per l'uomo dall'Agenzia internazionale per la ricerca sul cancro.
L'ipotesi dell'aumento di tumori riscontrati nella zona è invece controversa. Il monitoraggio incominciato nel 1984 dal prof. Pier Alberto Bertazzi (Università degli Studi di Milano) ha messo in luce che un effetto c'è stato ma è stato modesto. Nelle zone più inquinate (A e B) ci sono stati in trent'anni 18 casi in più rispetto alla media dei Comuni limitrofi (dati 2006 confermati nel trend da quelli del 2016). Si tratta in gran parte di mielomi e leucemie. Sui residenti nelle aree contaminate sono stati condotti studi su incidenza e mortalità tumorali, utilizzando come confronto i residenti dei comuni vicini non interessati dall'evento; complessivamente i comuni interessati sono Lentate sul Seveso, Barlassina, Meda, Seveso, Cesano Maderno, Seregno, Bovisio Masciago, Varedo, Desio, Nova Milanese e Muggiò. Nel corso degli anni sono emersi i seguenti risultati:
- tra i residenti nell'area contaminata non si è osservato un incremento complessivo rilevante di tumori maligni;
- nello specifico, però, si è osservato un incremento di linfomi, leucemie e mielomi nelle zone A e B;
- tra il 1977 e il 2012 si è osservato anche un eccesso di tumori al retto sempre nelle zone A e B;
- l'incidenza del tumore alla mammella era circa raddoppiata in zona A.

### Legislazione industriale
Nel 1982 il Parlamento e il Consiglio europeo hanno adottato la direttiva 82/501/CEE, nota come direttiva Seveso, con la quale si è adottata una linea comune nell'identificazione degli impianti industriali a rischio e sulla prevenzione di grandi incidenti legati a questi siti. Nel 1996 venne adottata la direttiva Seveso II, con la quale si è ridotto il numero di sostanze definite pericolose ma si è aumentato il campo di applicazione della direttiva. Nel 2012 è stata adottata la direttiva Seveso III, tenendo conto delle modifiche avvenute alla legislazione UE sulla classificazione delle sostanze chimiche pericolose e concedendo più potere ai cittadini.

## Seveso e la legislazione sull'aborto
Quando accadde l'incidente, le conoscenze sulla diossina nel mondo erano quasi nulle, perché prima di allora, a causa dell'elevatissima tossicità della sostanza, era sempre stato praticamente impossibile esaminare i suoi effetti sugli organismi viventi. Come ha raccontato il professor Paolo Mocarelli dell'Ospedale di Desio, «Le fotocopie dei pochi lavori sulla diossina sono arrivate dalla National Academy of Sciences per via aerea». Si seppe così che la diossina aveva sugli animali effetti indubbiamente tossici, ma molto diversi tra le specie e tra i diversi periodi dello sviluppo. In alcuni casi aveva dato effetti teratogeni, ossia in grado di alterare il normale sviluppo del feto. Nonostante all'epoca del disastro in Italia l'aborto fosse vietato, fatte salve alcune deroghe concesse dalla Corte costituzionale con la sentenza n. 27 del 1975, nelle quali non rientrava comunque il caso delle ipotetiche malformazioni ai feti, il 7 agosto 1976 due esponenti governativi democristiani, il Ministro della sanità Luciano Dal Falco e quello della giustizia Francesco Paolo Bonifacio, ottenuto il consenso del Presidente del Consiglio Giulio Andreotti, autorizzarono l'aborto terapeutico per le donne della zona che ne avessero fatto richiesta. Aborti vennero praticati presso la clinica Mangiagalli di Milano e presso l'ospedale di Desio. I resti degli aborti furono inviati in Germania Ovest, a Lubecca, per gli opportuni controlli.
La risposta ufficiale giunse nel 1977: pur non essendo presenti evidenti segni di malformazioni, non era possibile stabilire se queste, qualora la gravidanza fosse stata portata a termine, si sarebbero sviluppate, dato che: «Alcune anomalie congenite, in particolari quelle minori a carico di certi organi – per esempio il cervello – non sono identificabili nelle prime fasi di sviluppo. Inoltre, le conclusioni che si possono trarre da questi studi devono tenere conto del numero limitato di casi studiati, del fatto che gli embrioni erano di diversa età e fase di sviluppo, e del fatto che nella maggior parte dei casi l'embrione non era integro». Nonostante tutto i bambini nati immediatamente dopo il disastro non riportarono malformazioni di alcun genere.
All'epoca ci fu un serrato dibattito riguardo l'opportunità di ricorrere all'aborto terapeutico nonostante la mancanza di certezze scientifiche. Nicola Adelfi su La Stampa propose di rendere l'aborto coatto, così «si cancellerebbe ogni resistenza affettiva, ogni scrupolo morale o di natura religiosa nelle persone interessate». Dissentivano Avvenire, L'Osservatore Romano, i cattolici locali con il giornale Solidarietà (dove scrivevano, tra gli altri, Dionigi Tettamanzi, Gervasio Gestori, Giancarlo Cesana, Renato Farina) che uscì la prima volta il 29 agosto 1976 e Il Giornale di Indro Montanelli, che scrisse: «Il rischio è per i bambini, non per la madre: si tratta di aborto eugenetico, e non terapeutico». L'arcivescovo di Milano, il cardinale Giovanni Colombo, disse: «Plaudendo all'offerta generosa di alcuni coniugi che si sono dichiarati pronti ad adottare un bambino nato deforme, invitiamo tutte quelle coppie che si sentono di fare altrettanto a darne indicazione a noi o ad altri». Il dibattito sulla necessità di una regolamentazione dell'aborto attraverso leggi dello Stato da anni interessava l'opinione pubblica ed acquisì vigore proprio a seguito di questo evento e del dramma vissuto dalle donne della zona contaminata. Si arrivò pertanto all'emanazione della legge 22 maggio 1978, n. 194, non alterata poi né in senso restrittivo né in senso permissivo dai due quesiti del referendum del 1981.

## Nei media
- Nell'ottobre del 1976 il cantautore Antonello Venditti pubblicò il brano Canzone per Seveso nell'album Ullàlla, che analizza i fatti accaduti tentando di individuarne le cause profonde.

che sfruttate la vita per i vostri sporchi giochetti
allora, allora ammazzateci tutti!»
(Antonello Venditti, Canzone per Seveso)
- Nel 1977 e nel 1978 vennero pubblicati due libri scritti dalla consigliera regionale della Lombardia ai tempi del disastro Laura Conti, che pochi anni dopo sarebbe stata tra i fondatori dell'associazione ambientalista Lega per l'Ambiente, oggi Legambiente: Visto da Seveso e Una lepre con la faccia di bambina (da cui è stata tratta l'omonima miniserie TV del 1989). I due libri raccolgono testimonianze degli avvenimenti avvenuti nel primo anno dopo il disastro.
- Nel 1980, il compositore greco Vangelis realizzò il brano Suffocation, contenuto nell'album See You Later. Nel brano sono presenti un campionamento di un vero avviso di evacuazione della zona, diffuso dagli altoparlanti della fabbrica nei momenti successivi alla fuoriuscita tossica, un intermezzo cantato del cantante britannico Jon Anderson degli Yes, e uno parlato del gruppo dei Krisma (Maurizio Arcieri e Cristina Moser) i quali si immaginano uno scenario apocalittico visto da un rifugio anticontaminazione, lamentando vittime anche tra le persone.
- Nel 1987, il gruppo greco Panx Romana cita Seveso nel brano Σκηνοθέτες βίας (Skinothetes vías).
- Nel 2001 è stato pubblicato un film d'animazione giapponese che racconta le vicende del disastro di Seveso: Inochi No Chikyuu: Dioxin No Natsu.
- Nel maggio 2017 è uscito il libro La fabbrica sporca di Vittorio Carreri, che all'epoca era il responsabile regionale della gestione dell'emergenza sanitaria per le popolazioni colpite dall'evento.
- Nel 2020 è uscito il film Il caso Minamata che, nei titoli di coda, ricorda fra tanti altri il disastro di Seveso con una foto e una nota.